# Mannia gracilis
Mannia gracilis là một loài rêu trong họ Aytoniaceae. Loài này được F. Weber D. B. Schill & D.G. Long mô tả khoa học đầu tiên năm 2010.